# Delegazione di Ben Gardane
Delegazione di Ben Gardane (in arabo معتمدية بنقردان‎?), è una delegazione tunisina facente parte del Governatorato di Médenine situata a sud del capoluogo del governatorato.
Nel 2014 (dati del censimento) la delegazione contava 79.912 abitanti.
Il suo capoluogo è Ben Gardane.
Essendo a 499 km da Tunisi ed a soli 32 km dal confine con la Libia dal villaggio libico di Ras Ajdir, inoltre è la città tunisina più lontana dalla capitale.
È nota per la sua consistente popolazione di dromedari, valutata in 15.000 esemplari, alla quale è dedicato un festival annuale che si tiene nel mese di giugno.

## Suddivisione amministrative
La delegazione è suddivisa in 12 settori (imada): 
| Imada            | Popolazione (2014) | superficie |
| ---------------- | ------------------ | ---------- |
| Ben Gardane Nord | 6 708              | 8 km²      |
| Ben Gardane Sud  | 7 160              | 7 km²      |
| Essayah          | 8 312              | 170 km²    |
| Jamila           | 6 173              | 155 km²    |
| El Moamarat      | 7 038              | 482 km²    |
| El Amria         | 9 970              | 1600 km²   |
| Ettabaï          | 6 886              | 1078 km²   |
| Jallel           | 11 739             | 98 km²     |
| Ourasnia         | 8 421              | 137 km²    |
| Chareb Errajel   | 4 108              | 135 km²    |
| Neffatia         | 996                | 375 km²    |
| Chahbania        | 2 401              | 487 km²    |
| Total            | 79 912             | 4732,0 km² |

## Geografia
La delegazione comprende la fascia costiera più a sud-est, per un totale di 4732 km² e aveva una popolazione di 79.912 al censimento del 2014. La capitale è la città di Ben Gardane.

## Popolazione
La popolazione della delegazione (complessivamente 79.912 abitanti al censimento 2014) è composta da 39.819 uomini e 40.093 donne, formanti 16.512 famiglie e residenti in 21.053 abitazioni.